# 弗雷德·本森
弗雷德·本森(Fred Benson，1984年4月10日—)，出生于加纳，拥有加纳和荷兰双国籍，是一名足球运动员，司职前锋。

## 职业生涯

### 俱乐部
本森的职业生涯始于阿姆斯特丹，其后先后加盟阿贾克斯二队和维特斯二队。2005年进入维特斯一队，2007年转会至RKC瓦尔韦克，2010年2月以租借方式加盟山东鲁能泰山。2011年7月，本森与波兰球队格但斯克萊吉亞签订了一份两年的合约。

### 国家队
本森曾代表荷兰U21青年队征战2006年葡萄牙U21欧青赛。